# Josep Palet i Bartomeu
Josep Palet i Bartomeu (Martorell, 7 de juny de 1877 — Milà, 1 de febrer de 1946) va ser un tenor de renom que faria carrera internacional.

## Biografia
Josep Palet va néixer a Martorell, on rebria les seves primeres classes de música amb el mestre Parets. Les seves aptituds pel cant li van permetre gaudir de la protecció de l'industrial Ramón Batlló que li va sufragar els estudis a Barcelona amb Joan Goula. Als 23 anys va debutar al Gran Teatre del Liceu amb l'òpera La favorita de Donizetti obtenint un èxit remarcable.

## Trajectòria
Va fer carrera internacional a Europa i Amèrica. A Itàlia, va arribar a ser un ídol actuant en els seus centres operístics més importants. Va viure a Milà durant molts anys i va debutar en el Teatre de la Scala en 1911, la qual cosa va significar la seva consagració definitiva. El mateix any, Palet es va casar amb Luisa Erivigio.
Es va especialitzar en repertori romàntic italià tot i que també cantava sovint òperes espanyoles com Marina, intervenint en la primera representació d'aquesta obra al Liceu.
La clau de l'èxit de Palet va ser la seva gran capacitat de modular la veu així com una dicció també remarcable tant en els agut com en els greus. Això li va conferir un caràcter personal i una gran naturalitat interpretativa. A més, Palet era capaç de defensar un ampli repertori operístic pel que era habitual a l'època: es deia que coneixia més de noranta òperes.
El 1936, Palet es va retirar a Milà, on havia aconseguit un gran renom. L'any 1946 va morir sobtadament mentre viatjava en un tramvia.
Aquell mateix any Martorell li dedicà un gran homenatge on fou proclamat “Fill Predilecte de la Vila” i es va instal·lar una placa commemorativa a la seva casa natal, situada al carrer Santacana, núm. 18.